# Centro Comercial Chipichape
El Centro Comercial Chipichape es un centro comercial colombiano inaugurado el 17 de noviembre de 1995 al pie de la Cordillera Occidental, en la ciudad de Cali. Se ideó como un complejo urbanístico para la clase media-alta de la ciudad, se ubica en lo que eran los talleres para los trenes del Ferrocarril del Pacífico, en la zona conocida como "Ciudadela Chipichape". Conserva parte de las construcciones originales del taller y la estética industrial del lugar.
Se encuentra ubicado en el barrio del mismo nombre, en la Comuna 2 de la ciudad de Cali. 
Actualmente uno de los centros comerciales más representativos de la ciudad, cuenta con torres de oficinas, cines, casino, restaurantes y plazoleta de comidas y un hotel entre sus instalaciones. 

## Etimología del término "Chipichape"
Si bien el propio centro comercial se refiere a que los talleres del tren se le conocían como "chipichape" en referencia al sonido que hacían los mecánicos al arreglan una locomotora o como una onomatopeya que imitaba el sonido del vapor saliendo de los trenes en movimiento, lo cierto es que "chipichape" es un término reconocido por la Real Academia Española como sinónimo de "Golpe", por lo que lo más probable es que el taller de chipichape fuera llamado así por ser el taller donde iban los trenes que sufrían golpes. Pero también hace referencia a una hacienda que llevaba el nombre homónimo que se encontraba ubicado en el lugar, antes de la construcción de los talleres del tren.[cita requerida]

## Historia
Dado el crecimiento económico y demográfico que experimentó la ciudad de Cali a principios de los años noventa, se empezó a contemplar la posibilidad de construir un gran centro comercial en el noreste y cerca del tradicional barrio Granada y la Avenida Sexta; la crisis del Ferrocarril del Pacífico permitió que se liberaran las instalaciones de los Talleres de Chipichape en 1993 y se construyera en 1995 el centro comercial, pues solo en febrero de 1995 concluyó el retiro definitivo de los talleres del tren

## Locales comerciales y oficinas
En el centro comercial hay una sala cine de Cine Colombia, un gimnasio Bodytech, un casino y un hotel dentro de sus instalaciones llamado Hotel Spiwak. 
Además de diversos restaurantes y locales de venta de todo tipo de productos, desde ropa hasta tecnología, distribuidos en sus 510 locales comerciales y 291 oficinas.